# Deishuan Booker
Deishuan Booker (Las Vegas, 29 dicembre 1996) è un cestista statunitense.

## Palmarès
- Campionato ceco: 1

ČEZ Nymburk: 2019-2020
- Coppa della Repubblica Ceca: 1

ČEZ Nymburk: 2020